# ریپابلیک پیکچرز
ریپابلیک پیکچرز (به انگلیسی: Republic Pictures) یک شرکت فیلم‌سازی در استودیو سیتی، لس‌آنجلس، ایالات متحده آمریکا بود.
این شرکت، که در زمینهٔ ساخت و توزیع فیلم‌های سینمایی فعالیت می‌کرد، در سال ۱۹۳۵ تأسیس شد و در ۱۹۵۹ منحل شد.

## فیلم‌شناسی
- مزرعه ملودی
- ریو گرانده
- بانویی از لوئیزیانا
- احساس مالکیت
- انتقام‌جویان
- آبی وحشی دوردست
- آتلانتیک سیتی
- باج‌گیری
- برزیل
- دار و دسته‌های نیویورکی
- داکوتا
- دره سن فرناندو
- رزی پرچ‌کن
- سواره‌نظام
- غریبه‌ها در شب
- کلرادو
- کنه
- مکبث
- بیگ شو
- جنگ‌افزار
- شعله
- مردان
- نیرو
- دردسر در فروشگاه